# Anne Swärd

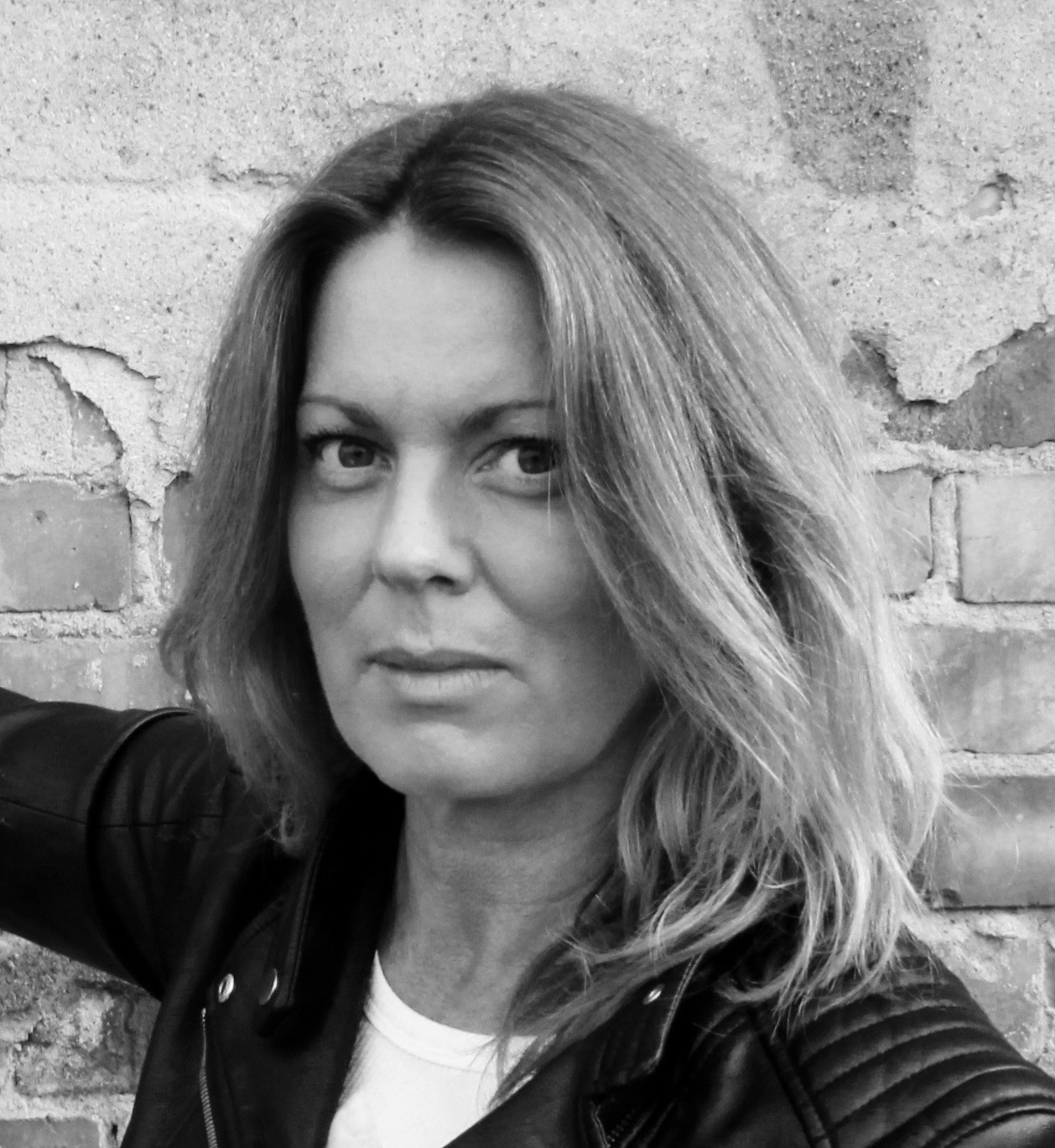
Anne Swärd (2019)

Anne Swärd (* 16. Februar 1969 in Troedsberga, Provinz Skåne, Schweden) ist eine schwedische Schriftstellerin. Sie ist seit 2019 Mitglied der Schwedischen Akademie.

## Leben
Swärd besuchte das humanistische Gymnasium in Klippan. Bereits in dieser Zeit schrieb sie literarische Texte. 1984 veröffentlichte sie im Alter von 15 Jahren einen Jugendroman. Ab 1988 studierte sie zunächst Sozialanthropologie an der Universität Stockholm, danach Kunstpädagogik an der Konstfack in Stockholm. Sie spezialisierte sich auf Fotografie und Malerei. Während ihres Studiums verbrachte sie eine längere Zeit als Austauschstudentin an der Limerick School of Art and Design in Irland. Swärd war als Kunstlehrerin tätig und arbeitete als Journalistin und Illustratorin. In den späten 1990er und frühen 2000er Jahren besuchte sie Kurse in Creative Writing an der Nordiska Folkhögskolan und an der Nordens Folkhögskola Biskops-Arnö. 2003 veröffentlichte sie ihren ersten Roman, Polarsommar (Polarsommer), mit dem sie für den August-Preis nominiert wurde. Seither sind bis 2020 vier weitere Romane erschienen. Außerdem veröffentlichte sie Kurzgeschichten in Zeitungen, Zeitschriften und Anthologien und schrieb in den Medien über literarische Themen.
2019 wurde sie als Nachfolgerin von Sara Stridsberg auf den Stuhl Nr. 13 der Schwedischen Akademie berufen. Sie ist auch Mitglied des Nobelkomitees, das die Kandidaten für den Literaturnobelpreis nominiert.
Swärd lebt seit 1993 hauptsächlich in Österlen in Südschweden. Seit 2017 lebt sie in einem alten Bauernhaus in Fyledalen außerhalb von Ystad. Da das Reisen zu ihren Interessen zählt, verbringt sie jeweils längere Zeit im Ausland.

## Auszeichnungen
- 2003: Nomination für den August-Preis mit Polarsommar
- 2006: Mare-Kandre-Preis für Kvicksand
- 2016: Helga-Preis
- 2017: Ystads Allehandas Kulturpreis

## Veröffentlichungen
- Polarsommar. Wahlström & Widstrand, Stockholm 2003, ISBN 91-46-20259-5.
  - Deutsch: Polarsommer. Roman. Übers. Sabine Neumann. Suhrkamp, Frankfurt am Main 2005, ISBN 978-3-518-45694-1.
- Kvicksand. Wahlström & Widstrand, Stockholm 2006, ISBN 9146214402.
- Till sista andetaget. Weyler, Stockholm 2009, ISBN 978-91-85849-33-8.
  - Deutsch: Bis zum letzten Atemzug. Roman. Übers. von Sabine Neumann. Suhrkamp, Berlin 2011, ISBN 978-3-518-46248-5.
- Akta dig för kärleken. Tre romaner. Modernista, Stockholm 2015, ISBN 9789176450628 (erste drei Romane in einem Band).
- Vera. Roman. Bonnier, Stockholm 2017, ISBN 9789100172336.
- Jackie. Roman. Bonnier, Stockholm 2020, ISBN 9789100181666.